# Serial Experiments Lain
Serial Experiments Lain (シリアルエクスペリメンツレイン, Shiriaru Ekusuperimentsu Rein) é uma série anime lançada pelo estúdio Triangle Staff, dirigida por Ryutaro Nakamura, escrita por Chiaki J. Konaka e com character design de Yoshitoshi ABe. A franquia Lain foi originalmente criada para conectar diversas formas de mídia (animes, jogos, mangá), com um jogo de  PlayStation sendo produzido ao mesmo tempo que a série de anime, embora a série tenha sido lançada primeiro.
Lain pode ser considerado um anime de vanguarda (ou avant-garde) influenciado por temas filosóficos como realidade, identidade, cibercultura, comunicação e Deus. A série tem como protagonista Lain Iwakura, uma adolescente japonesa moradora dos subúrbios, e sua introdução à Wired (ou Nexos como é chamado na dublagem PT-BR). uma rede de comunicação global similar à internet. Lain mora com sua família de classe-média, que consiste em sua inexpressiva irmã mais velha Mika, sua mãe apática e seu pai obcecado por computadores. A primeira agitação em sua vida solitária acontece quando ela descobre que as garotas de sua escola receberam um e-mail de Chisa Yomoda, uma colega de escola que se suicidou. Quando Lain lê a mensagem em casa, Chisa revela (em tempo real) que não está morta, mas que somente "abandonou sua existência física" e encontrou Deus na Wired. Dessa forma, Lain é levada e experimentar eventos de natureza críptica e surreal que a levam cada vez mais profundamente aos mistérios da Wired, numa narrativa que explora temas como consciência, percepção e a natureza da realidade.
Serial Experiments Lain é um anime complexo que demonstra abranger influências de Filosofia, história da computação, literatura cyberpunk, ordens místicas, hermetismo, alquimia e teorias da conspiração, e foi assunto de vários artigos acadêmicos [carece de fontes?]. Tendo trazido ao público um tema considerado inovador em sua época, foi um dos animes que obteve maior repercussão, e ostenta, até hoje, a fama de ser um dos maiores sucessos de Cyberpunk do segmento junto com Akira, Ghost In The Shell e Neon Genesis Evangelion.
Estreou no dia 23 de outubro de 2001 em Portugal, na sua versão original legendada.

## Enredo
Serial Experiments Lain descreve a "Wired" como a soma das redes de comunicação humana, criada a partir dos serviços de telégrafo e telefone, e expandida com a internet e suas redes subsequentes. O anime assume que a Wired pode ser ligada a um sistema que permite a comunicação inconsciente entre pessoas e máquinas sem necessitar de uma interface física. A história nos introduz esse sistema com a Ressonância Schumann, uma propriedade do campo magnético da terra que teoricamente supera todas as barreiras de comunicações a longa distância. Se tal ligação fosse criada, a rede se tornaria equivalente à realidade num consenso das percepções e conhecimento. A tênue linha entre o real e o virtual começaria a sumir.
Eiri Masami é apresentado como diretor do projeto "Protocolo 7" (a próxima geração do protocolo de internet daquele tempo) da grande companhia de computação Tachibana Labs. Ele incluiu secretamente um código para se dar o controle da Wired através do sistema descrito acima. Ele então faz o upload de sua própria consciência na Wired e então morrendo na vida real alguns dias depois. Esses detalhes são revelados pela metade da série, mas esse é o ponto em que a história de Serial Experiments Lain começa. Masami mais tarde explica que Lain é o artefato pelo qual a barreira entre o mundo real e virtual irá cair, e que ele precisa que ela "abandone o corpo", como ele fez, para alcançar seu objetivo. Ao desenvolver da série, o vemos tentando convencê-la através de intervenções, usando promessas de amor incondicional, destino e, quando todas as tentativas falham, ameaças e força bruta.
Neste meio-tempo, o anime segue um complexo jogo de "esconde-esconde" entre os "Knights", hackers que Masami diz serem "crentes que permitem que ele seja um deus na Wired", e a Tachibana Labs, que tenta reaver o controle do Protocolo 7. No fim, o espectador vê Lain percebendo, depois de muita introspecção, que ela possui poder absoluto sobre a mente de todas as pessoas e até da própria realidade. Os diálogos entre diferentes versões de si mesma mostra o quão afastada do mundo real ela se sente, e seu medo de viver na Wired, onde ela detém as possibilidades e responsabilidades de uma deusa.

## Episódios
| N.º | Título        | Exibição original  |
| --- | ------------- | ------------------ |
| 1   | Weird         | 6 de jul. de 1998  |
| 2   | Girls         | 13 de jul. de 1998 |
| 3   | Psyche        | 20 de jul. de 1998 |
| 4   | Religion      | 27 de jul. de 1998 |
| 5   | Distortion    | 3 de ago. de 1998  |
| 6   | Kids          | 10 de ago. de 1998 |
| 7   | Society       | 17 de ago. de 1998 |
| 8   | Rumors        | 24 de ago. de 1998 |
| 9   | Protocol      | 31 de ago. de 1998 |
| 10  | Love          | 7 de set. de 1998  |
| 11  | Infornography | 14 de set. de 1998 |
| 12  | Landscape     | 21 de set. de 1998 |
| 13  | Ego           | 28 de set. de 1998 |

## Seiyu(dublador no Japão)
- Lain Iwakura - Kaori Shimizu
- Miho Iwakura - Rei Igarashi
- Yasuo Iwakura - Ryunosuke Ohbayashi
- Arisu Mizuki - Yoko Asada

## Dublagem Brasileira
- Lain Iwakura - Letícia Quinto
- Chisa - Tânia Gaidarji
- Miho Iwakura - Cecília Lemes
- Yasuo Iwakura - Cassius Romero
- Mika Iwakura - Melissa Garcia
- Alice Mizuki - Tatiane Keplmair
- Reika Yamamoto - Lene Bastos
- Julie Kato - Priscila Concepción
- Taro - Fábio Lucindo
- Policial (ep. 3) - Hélio Vaccari
- cavaleiro loiro (ep.7) - Affonso Amajones

## Músicas

### Tema de abertura
- Duvet
- Cantada e composta por: Bôa
- Letra de: Jasmine Rodgers

### Tema de encerramento
- Tooi Sakebi
- Cantada por: Nakaido Rei'ichi

## Ficha
- Realizador: Ryutaro Nakamura
- Desenho das personagens: Takahiro Kishida
- Desenho dos cenários: Chiaki J. Konaka
- Autor: Yoshitoshi Abe
- Décors: Masaru Satô
- Música: Reiichi CHABO Nakaido